# Dan Peter McKenzie
Dan Peter McKenzie (Cheltenham, Inglaterra, 21 de fevereiro de 1942) é um geólogo britânico.

## Carreira
Professor de geofísica da Universidade de Cambridge, chefe dos Laboratórios Bullard e membro da Royal Society.
Foi laureado com o Prémio A.G. Huntsman pelo Bedford Institute of Oceanography  em 1980, com a Medalha Wollaston pela Sociedade Geológica de Londres em 1983, e com o Prêmio Crafoord pela Academia Real das Ciências da Suécia em 2002  por sua enorme contribuição na pesquisa no campo das placas tectônicas, formação de bacias de sedimentos e da fusão do manto.
Foi também agraciado com o Prêmio Balzan em 1981, com a Medalha Arthur L. Day em 1989 pela Sociedade Geológica dos Estados Unidos, com o Prêmio Japão em 1990 pela Fundação Prémio Japão, com a Medalha Real em 1991, com a Medalha de Ouro da Royal Astronomical Society em 1992, com a Medalha William Bowie em 2001 pela  American Geophysical Union e com a Medalha Copley em 2011 pela Royal Society.
No final da década de 1960, McKenzie publicou vários documentos fundamentais para o desenvolvimento da teoria das placas tectônicas. O resultado foi a criação da fundamentação da geologia moderna, que explica que a crosta terrestre é composta por poucas placas rígidas que se movem independentemente. Nos anos seguintes, McKenzie voltou sua atenção nos eventos que ocorrem nas zonas de intersecção entre as placas. Este trabalho conduziu a uma nova percepção sobre os processos de formação das montanhas e ajudou na previsão da ocorrência de terremotos. Mais recentemente, McKenzie tem trabalhado com a NASA no estudo das forças que tem esculpido a orografia de Marte e Vênus.